# Gösta Gärdin
Gösta Gärdin (Linköping, 28 maggio 1923 – 12 dicembre 2015) è stato un pentatleta svedese.

## Palmarès
In carriera ha conseguito i seguenti risultati:
- Giochi olimpici:

Londra 1948: bronzo nel pentathlon moderno.
- Mondiali:

Stoccolma 1949: oro nel pentathlon moderno a squadre.